# Fort Totten (Dakota del Norte)
Fort Totten es un lugar designado por el censo ubicado en el condado de Benson en el estado estadounidense de Dakota del Norte. En el censo de 2010 tenía una población de 1243 habitantes y una densidad poblacional de 54,26 personas por km².

## Geografía
Fort Totten se encuentra ubicado en las coordenadas 47°58′14″N 99°0′26″O / 47.97056, -99.00722. Según la Oficina del Censo de los Estados Unidos, Fort Totten tiene una superficie total de 22.91 km², de la cual 22.27 km² corresponden a tierra firme y (2.77%) 0.63 km² es agua.

## Demografía
Según el censo de 2010, había 1243 personas residiendo en Fort Totten. La densidad de población era de 54,26 hab./km². De los 1243 habitantes, Fort Totten estaba compuesto por el 0.97% blancos, el 0% eran afroamericanos, el 98.07% eran amerindios, el 0% eran asiáticos, el 0% eran isleños del Pacífico, el 0.16% eran de otras razas y el 0.8% pertenecían a dos o más razas. Del total de la población el 0.97% eran hispanos o latinos de cualquier raza.